# Patricia Hartmann
Patricia Hartmann (ur. 13 maja 1972 roku w Niemczech) – niemiecka modelka pracująca na rynku międzynarodowym.

## Kariera
Patricia jako modelka zadebiutowała w 1989 roku w Niemczech. W 1991 roku podpisała międzynarodowe kontakty i zawojowała światowe stolice mody: Mediolan, Paryż, Londyn i Nowy Jork. Jej pierwszym poważnym zleceniem był pokaz Chanel w 1991 roku. Dzięki temu została zaproszona do prezentowania kolekcji innych znanych kreatorów mody. Prezentowała kolekcje: Christiana Diora, Fendi, Rifata Ozbeka, Chloé, Dolce & Gabbany, Versace, Sonii Rykiel oraz firmy odzieżowej Versus. Wielokrotnie brała udział w kampaniach reklamowych firmy L’Oréal oraz Christiana Diora. Ozdabiała okładki: Harper’s Bazaar, Elle, Vogue oraz Cosmopolitan. W 1999 roku zrezygnowała z międzynarodowej kariery, lecz nie zrezygnowała z pracy w Niemczech, gdzie pojawia się na wybiegach w Berlinie.